# Кун, Юлия Альбертовна
Ю́лия Альбе́ртовна Кун (29 ноября 1894, Москва — 14 сентября 1980, Москва) — советский скульптор, совмещала деятельность в разных видах изобразительного искусства: от мелкой декоративной пластики до монументальных форм.

## Биография
Родилась в Москве в семье потомственных почётных граждан. Отец, Альберт Францевич, работал заведующим искусственным освещением Императорских Московских Большого и Малого театров, мать, Антонина Николаевна Игнатьева, была пианисткой, выпускницей Московской консерватории, ученицей П. И. Чайковского и Н. Г. Рубинштейна. Юлия любила рисовать, изучала историю изобразительного искусства и культуры, три иностранных языка. Проводя много времени в родовой усадьбе близ Фатежа, она познакомилась с курским гимназистом В. М. Сметским, в 1913 году ставшим её мужем. Окончила историко-филологический факультет Московского городского народного университета имени А. Л. Шанявского, работала в Рабкрине.
Начав учиться искусству в Императорском Строгановском Центральном художественно-промышленном училище, с 1922 года продолжила обучение в Высших художественно-технических мастерских (ВХУТЕМАС), среди её педагогов были А. С. Голубкина, Б. Д. Королёв, И. М. Чайков. Тогда же увлеклась созданием камей на слоновой кости.
Завершила обучение в 1926 году, тогда же участвовала в первой всесоюзной выставке Общества русских скульпторов, на которой представила витрину с камеями и скульптурный портрет сына. Там же на выставке состоялось знакомство со скульптором Степаном Эрьзей. В ноябре того же года при участии А. В. Луначарского, Наркома просвещения РСФСР, была откомандирована вместе с Эрьзей в Париж для организации и проведения его выставок; согласно официальным бумагам — в качестве секретаря и переводчика.
Весной 1927 года вместе с Эрьзей отправились из Франции в Аргентину, — с целью «пропаганды советского искусства». В Буэнос-Айресе она продолжала ваять. Осваивала вдвоём с Эрьзей в качестве материала для скульптур местные экзотические породы: красное дерево (кебрачо), альгарробо, лавровишню, тисс, у неё появился излюбленный приём обработки древесины — гладкая полировка. В конце года из-за окончания срока паспорта была вынуждена вернуться в СССР. Стараниями Эрьзи, обращавшегося к Луначарскому, весной 1929 года стала возможна новая поездка, продолжавшаяся три года. Как совслужащая, Кун была оформлена и числилась в советско-латиноамериканском торговом АО «Южамторг». За это время в Буэнос-Айресе прошло несколько её персональных выставок. Однако, из-за военного переворота, предпринятого А. Хусто, отношения с СССР стали портиться, в 1931 году по обвинению в шпионаже «Южамторг» было закрыто, многие сотрудники арестованы, в том числе и Ю. Кун. Началась кампания борьбы с левыми и последующее их выдворение из страны. Весной 1932 года Кун окончательно покинула Аргентину.
По возвращении в Москву вступила в только что организованное Московское отделение Союза художников России (МОСХ), работала в станковой и монументально-декоративной скульптуре, создала серию работ. На юбилейную выставку «15 лет РККА» (1933) представила четыре работы, выполненные в гипсе и красном дереве. Участница «Бригады скульпторов, работающих в дереве», выступавшей за применение этого материала для внутреннего и внешнего оформления зданий. В 1935 году на организованную ею совместно с Д. Якерсоном, Б. Сандомирской, В. Ватагиным и другими художниками выставку «Скульптура в дереве» представила десять работ. Критикой было отмечено несомненное дарование Ю. Кун, её лиричность, но вместе с тем во многих её работах углядели «налёт красивости, порою некоторой слащавости»:
…это уводит её порою к решениям, мало для нас приемлемым. Опасность этих тенденций, мне кажется, ощущает и сама художница. В её творчестве намечается поворот к новым поискам. Мы ждем от искусства Кун более активного обращения к темам, близким нашей действительности, к образам, более мужественным, к решениям, смелым, энергичным.Борис Терновец, директор Музея нового западного искусства, искусствовед
Регулярно выставлялась и на последующих выставках в Государственном музее изобразительных искусств имени А. С. Пушкина, выставочных залах «Всекохудожника» на Кузнецком мосту, Доме архитектора.

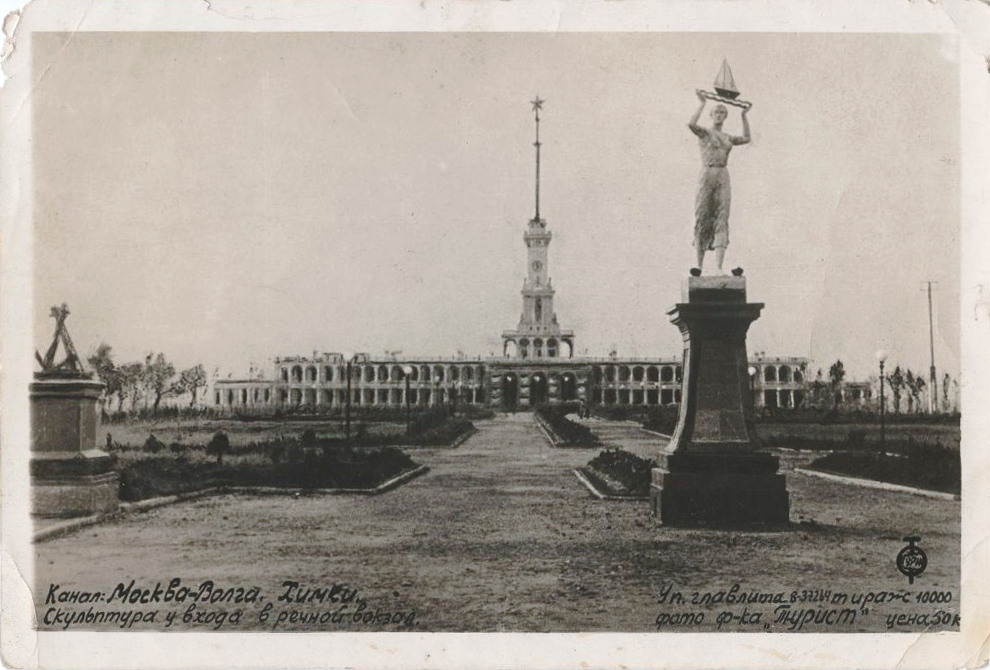
Статуя «Водный путь»
почтовая открытка 1930-х годов

Приняла участие во всесоюзном конкурсе на скульптурный символ строящегося канала «Москва-Волга» и стала его победителем, создав для центральной аллеи Северного речного вокзала монументальную аллегорическую статую «Водный путь» — женскую фигуру с моделью парусника над головой, эмблемой водного пути, — где «две водные артерии России („руки“) соединены „новой водой“ — водным путём с парусником».
Статуя была установлена к открытию канала имени Сталина в июле 1937 года. Аналогичная скульптура заняла место на мысу на территории гидроузла шлюза № 5 в районе Икши.

Изваяние (скульптор Ю. Кун) изображает девушку, которая несёт над головой поддерживаемую обеими руками модель парусной яхты. Эта статуя, выдвинутая вперёд со стороны верхнего бьефа канала, встречает суда, идущие к шлюзу от Москвы. Она олицетворяет идею и назначение канала как великого водного пути и места водного спорта.
— А. И. Михайлов, «Архитектура канала Москва — Волга» 1939
В 1937 году в дачном посёлке научных работников «Соломенная сторожка» в одноимённой местности на севере Москвы на свои средства построила дом-мастерскую, оборудованную верхним застеклённым световым фонарём. Там она продолжала трудиться все последующие годы (ныне — территория ЖСК «Соломенная сторожка»).
Осенью 1941 года, в дни обороны Москвы возглавила партизанскую точку. В её доме находился склад оружия и была оборудована подпольная типография, где печатались листовки. Бывавший там в гостях по окончании войны вместе с сыном Юлии Альбертовны Юлием их сосед по коммунальной квартире Наум Ардашников, будущий кинорежиссёр, тогда подросток, описывал увиденное:

…меня поражал большой дом с огромным участком, на котором был даже пруд. В те годы такой дом, да ещё в Москве, был невиданной редкостью. В доме была фотолаборатория, где Юлий Михайлович терпеливо учил меня премудростям фото.
— Н. М. Ардашников, «Киноведческие записки» № 94/95 2010
Член Союза художников СССР.

### Семья
- старший брат — Николай Альбертович Кун (1877—1940), российский и советский историк, учёный, составитель сборника мифов и легенд Древней Греции[3];
- муж — Михаил Васильевич Сметский (1892—1940), окончил Московский университет, преподаватель истории и математики[4];
  - сын — Юлий Михайлович Кун (1914—1980), советский оператор, режиссёр и киносценарист[9];
    - внук — Юлий Юльевич Кун (род. 1955), кинодокументалист, преподаватель телевизионного мастерства[5].

## Творчество
Кун работала в миниатюре, в станковой и монументально-декоративной пластике, она не отдавала предпочтения какому-либо одному виду скульптуры. Отличаясь «особой приверженностью к камерным темам и мотивам, Кун тем не менее стремилась продолжить лучшие традиции русской скульптурной школы». Для достижения эмоционального звучания вдобавок к пластическому образу всегда использовала цветовую выразительность самого материала, его естественный цвет, — именно этим объясняется частый выбор в пользу дерева.
К моменту встречи с Эрьзей она была уже самостоятельным художником, но именно под его влиянием у Кун появился стойкий интерес к дереву как материалу для творчества.Ирина Клюева, профессор кафедры культурологии МГУ имени Н. П. Огарёва
На протяжении всей жизни она постоянно делала наброски с разных моделей, постоянно пополняла своё представление о пластике человеческого тела. На основе этих живых набросков-наблюдений, впечатлений от натуры Кун создавала в своём воображении синтетический образ, закрепляемый впоследствии в пластике. Умение мыслить образами, стремление переплавлять жизненные впечатления, выражая их в аллегорической форме, связано с тем, что истоком творчества Кун было русское искусство рубежа веков.Сергей Орлов, член-корреспондент Российской академии художеств, искусствовед
Произведения Ю. А. Кун находятся в собрании Государственной Третьяковской галереи, Государственного Русского музея, Государственного исторического музея, Музея Советской армии, Российского национального музея музыки, в коллекции Национальной галереи Республики Коми, в художественных музеях Кемерово, Новокузнецка, Хабаровска, частных коллекциях, а также за границей.

## Избранные скульптурные работы
- Восточный мотив. 1927, красное дерево
- Ностальгия. 1928, красное дерево
- Восточный мотив. 1929, дерево
- Мать и дочь. 1929, красное дерево
- Напряжение. 1929, дерево
- Воля. 1930, красное дерево
- Герой. 1930, бронза
- Ожидание. 1930, красное дерево
- Счастье. 1930, красное дерево
- Кариатида. 1931, красное дерево
- Скорбь. 1932, красное дерево
- Возвращение с разведки. 1933, гипс
- Призывник. 1933, красное дерево
- Смерть бойца. 1933, красное дерево
- Группа командного состава. 1933, гипс
- Водный путь. 1937, бетон, гранит
- Юноша. 1930-е, красное дерево
- Скорбь. 1944, красное дерево
- Допрос партизана. 1944—1950, вяз
- Партизанка. 1944—1950, липа
- Автопортрет. 1951, мрамор
- Рука скульптора. 1951, бронза
- Тайна. 1955, мрамор
- Партизаны. 1955—1957, лавр
- Мечта. 1957, бронза
- Моцарт. 1957, шпиатр
- Погружение. 1957, мрамор
- Чистый образ. 1958, мрамор
- Эстонка. 1960, мрамор
- Бетховен. 1961, шпиатр
- Мать и сын. 1961, мрамор
- Крымчанка. 1963, бронза
- Поющая. 1963, мрамор
- Вижу ангела. 1969, мрамор
- Неотвратимость. 1969, гипс
- Африканка. 1975, дерево, пластик
- Берёзка. 1970-е, береза
- Обнажённая. 1970-е, лимон
- Флора. 1970-е, самшит

## Память
В 1980 году после смерти Ю. А. Кун её внук Ю. Ю. Кун выступил инициатором историко-культурного проекта «Дом-музей и наследие Кунов» — в целях сохранения исторической памяти о семье. И как часть его — создание «Мемориального музея-мастерской скульптора Ю. А. Кун», предполагая разместить его в доме-мастерской на территории ЖСК «Соломенная сторожка». В одном пространстве должны функционировать экспозиционная, экскурсионно-методическая и историко-архивная составляющие. С 1992 года силами семьи проводились восстановительные работы и ремонт дома-мастерской, а также благоустройство прилегающей территории. В 2018 году проект стал победителем конкурса на предоставление грантов Президента Российской Федерации на развитие гражданского общества и является грантополучателем Фонда Президентских грантов.

## Комментарии
1. ↑  В советских документах годом рождения Юлии Кун принято считать 1896[1], в то время как её настоящим годом рождения является 1894[2][3].
2. ↑  На заявлении Ю. Кун о зачислении во ВХУТЕМАС есть резолюция:«Прошу ходатайство удовлетворить, А. Луначарский» и печать Наркомпроса РСФСР[5].
3. ↑  Между 1923 и 1926 годами Юлия Кун и Анна Голубкина обменялись сделанными ими камеями. Много позже, при втором открытии в 1975 году Музея-мастерской А. С. Голубкиной Ю. Кун преподнесла в дар музею сохранённую ею камею Голубкиной «Сеятель»[6].
4. ↑  Отдельными исследователями прослеживается связь Кун с советской военной разведкой[7].
5. ↑  Официально открытый 15 июля 1937 года «канал Москва — Волга имени Сталина» был переименован в 1947 году в «канал имени Москвы» — в честь 
800-летия Москвы[24].
6. ↑  С 2018 года создание Мемориального музея-мастерской Юлии Кун является частью проекта «Скульптурное наследие России. Скульптор Ю. А. Кун (1894—1980)» Фонда президентских грантов на развитие гражданского общества[28].
7. ↑  Скульптурный портрет Ю. Кун ныне хранится в коллекции Русского музея в Санкт-Петербурге[33].